# ساکودی
ساکودی شهری در شهرستان گوئیباره در استان بام در بورکینافاسوی شمالی است و جمعیت آن ۱۰۰۳ نفر است.